# Lista de episódios de Deadman Wonderland
Esta é uma lista dos episódios da série de anime Deadman Wonderland, baseado no mangá escrito por Jinsei Kataoka e ilustrado por Kazuma Kondou. A série teve início em 11 de Abril de 2011 e término em 3 de Julho de 2011, um total de 12 episódios.
| \| # \| Título \| Estreia \| \| -- \| ------------------------------------------------------------------------------------------------------ \| ------------------- \| \| 1 \| "Homem Morto Passando" ""Shikeisyuu" (復活!サイコガン)" \| 17 de abril de 2011 \| \| 2 \| "Antídoto (Candy)" "Gedokuzai (Kyandi) (解毒剤 (キャンディ))" \| 24 de abril de 2011 \| \| 3 \| "Bloco G" "Jī tō (Ｇ棟)" \| 1 de maio de 2011 \| \| 4 \| "Corvo Corvo" "Kurō Kurō (クロウ・クロウ )" \| 8 de maio de 2011 \| \| 5 \| "Festival dos Corpos (Carnival Corpse)" "Shiniku-sai (Kānibaru Kōpusu) (死肉祭(カーニバル・コープス))" \| 15 de maio de 2011 \| \| 6 \| "Beija-Flor" "Hamingu Bādo (ハミング・バード)" \| 22 de maio de 2011 \| \| 7 \| "O Pecado Original (Wretched Egg)" "Genzai (Rechiddo Eggu) (原罪(レチッド・エッグ))" \| 29 de maio de 2011 \| \| 8 \| "Correntes da Liberdade (Scar Chain)" "Jiyū no Kusari (Sukā Chein) (自由の鎖(スカーチェイン))" \| 5 de junho de 2011 \| \| 9 \| "Pró-oxidante (Worm Eater)" "Sanka Sokushin-zai (Wāmu Ītā) (酸化促進剤(ワームイーター) )" \| 12 de junho de 2011 \| \| 10 \| "Zelador (Undertaker)" "Hakamori (Andāteikā) (墓守(アンダーテイカー) )" \| 19 de junho de 2011 \| \| 11 \| "Espetáculo da Miséria" "Zetsubō no GIG (絶望のGIG)" \| 26 de junho de 2011 \| \| 12 \| "Salvação (Grateful Dead)" "Kyūsai (Gureitofuru Deddo) (救済(グレイトフルデッド))" \| 3 de julho de 2011 \| | |                     |
| # | Título                                                                                                 | Estreia             |
| 1 | "Homem Morto Passando" ""Shikeisyuu" (復活!サイコガン)"                                                | 17 de abril de 2011 |
| 2 | "Antídoto (Candy)" "Gedokuzai (Kyandi) (解毒剤 (キャンディ))"                                          | 24 de abril de 2011 |
| 3 | "Bloco G" "Jī tō (Ｇ棟)"                                                                               | 1 de maio de 2011   |
| 4 | "Corvo Corvo" "Kurō Kurō (クロウ・クロウ )"                                                            | 8 de maio de 2011   |
| 5 | "Festival dos Corpos (Carnival Corpse)" "Shiniku-sai (Kānibaru Kōpusu) (死肉祭(カーニバル・コープス))" | 15 de maio de 2011  |
| 6 | "Beija-Flor" "Hamingu Bādo (ハミング・バード)"                                                         | 22 de maio de 2011  |
| 7 | "O Pecado Original (Wretched Egg)" "Genzai (Rechiddo Eggu) (原罪(レチッド・エッグ))"                   | 29 de maio de 2011  |
| 8 | "Correntes da Liberdade (Scar Chain)" "Jiyū no Kusari (Sukā Chein) (自由の鎖(スカーチェイン))"         | 5 de junho de 2011  |
| 9 | "Pró-oxidante (Worm Eater)" "Sanka Sokushin-zai (Wāmu Ītā) (酸化促進剤(ワームイーター) )"              | 12 de junho de 2011 |
| 10 | "Zelador (Undertaker)" "Hakamori (Andāteikā) (墓守(アンダーテイカー) )"                                | 19 de junho de 2011 |
| 11 | "Espetáculo da Miséria" "Zetsubō no GIG (絶望のGIG)"                                                   | 26 de junho de 2011 |
| 12 | "Salvação (Grateful Dead)" "Kyūsai (Gureitofuru Deddo) (救済(グレイトフルデッド))"                     | 3 de julho de 2011  |